# Floraregio van de Kaap
De beschermde gebieden van de Floraregio van de Kaap bevinden zich op acht locaties in de Zuid-Afrikaanse provincies West-Kaap en Oost-Kaap, met een gezamenlijk oppervlakte van 553.000 hectare. In 2004 werden ze als natuurerfgoed opgenomen op de Werelderfgoedlijst van UNESCO.
Het geheel is met zijn unieke fynbosvegetatie een van de rijkste floragebieden ter wereld. Maar naast fynbos is er bijvoorbeeld ook renosterveld. De diversiteit, dichtheid en endemie behoren tot de hoogste ter wereld. Op minder dan 0,5% van het oppervlak van Afrika bevindt zich hier ongeveer 20% van de flora van het continent.

## Inbegrepen gebieden

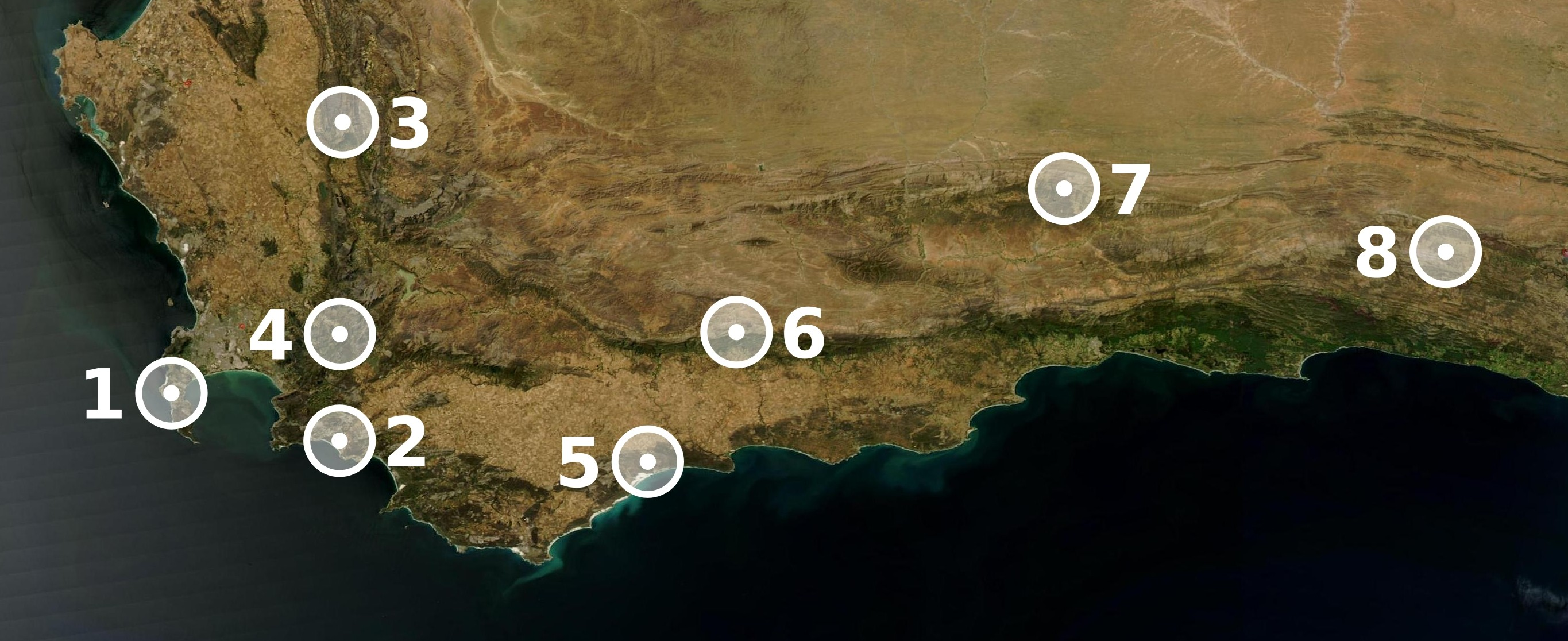
De acht uitgekozen gebieden van de Werelderfgoed. Sommige ervan bestaan echter weer uit verschillende, bijeengelegen natuurgebieden

| Streek | Natuurgebieden                                                           |
| ------ | ------------------------------------------------------------------------ |
| 1      | Nationaal park Tafelberg                                                 |
| 2      | Groot Winterhoek                                                         |
| 3      | Cederberg, Matjiesrivier                                                 |
| 4      | Boland-complex:Jonkershoek, Assegaaibosch, Hottentots-Holland, Kogelberg |
| 5      | De Hoop                                                                  |
| 6      | Boosmansbos, Grootvadersbosch                                            |
| 7      | Swartberg-complex:Swartberg, Gamkapoort, Towerkop                        |
| 8      | Baviaanskloof                                                            |